# Fuchibotulus kigelia
Espèce
Fuchibotulus kigelia est une espèce d'araignées aranéomorphes de la famille des Trachelidae.

## Distribution
Cette espèce se rencontre au Mozambique et en Afrique du Sud.

## Description
Les mâles mesurent de 2,80 à 3,20 mm et les femelles de 2,75 à 3,40 mm.

## Publication originale
- Haddad & Lyle, 2008 : Three new genera of tracheline sac spiders from southern Africa (Araneae: Corinnidae). African Invertebrates, vol. 49, no 2, p. 37-76.